# Hydroginella columnaria
Hydroginella columnaria is een slakkensoort uit de familie van de Marginellidae. De wetenschappelijke naam van de soort is voor het eerst geldig gepubliceerd in 1908 door Hedley & May.